# Pierre-Antoine Bozo

Bischofswappen von Pierre-Antoine Bozo

Pierre-Antoine Etienne Marie Bozo (* 14. März 1966 in Argentan) ist ein französischer römisch-katholischer Geistlicher und ernannter Koadjutorbischof von La Rochelle-Saintes.

## Leben
Pierre-Antoine Bozo empfing am 3. Juli 1994 das Sakrament der Priesterweihe für das Bistum Sées.
Seit 2015 war er Generalvikar und Moderator der Diözesankurie des Bistums Sées.
Am 11. Mai 2017 ernannte ihn Papst Franziskus zum Bischof von Limoges. Der Erzbischof von Poitiers, Pascal Wintzer, spendete ihm am 3. September desselben Jahres die Bischofsweihe. Mitkonsekratoren waren der Bischof von Sées, Jacques Habert, und der Erzbischof von Clermont, François Kalist.
Papst Leo XIV. ernannte ihn am 19. August 2025 zum Koadjutorbischof von La Rochelle-Saintes.